# Lujzijana
 Ovo je glavno značenje pojma Lujzijana. Za druga značenja pogledajte članak o američkoj saveznoj državi Louisiani.
Lujzinska cesta (također Lujzijana i Via Ludovicea) cesta je koja spaja Karlovac s Rijekom. Duga je 141 km, građena od 1803. do 1811. godine.

## Opis
Povezivala je Rijeku s Karlovcem preko Grobničkog polja, Kamenjaka, Gornjeg Jelenja, Lokava, Delnica, Kupjaka, Skrada, Stubice, Severina na Kupi, Netretića i Stativa. Duljina Lujzijane iznosila je 18 austrijskih milja (1 milja = 7,585 km). Bila je široka oko 8 m (26 Wiener Fuß; 1 Fuß = 0,31 m).
To je bila najkraća prometnica između Rijeke i Karlovca, te jedna od najmodernijih u cijeloj monarhiji. Izgradnjom Lujzijane, Karolinska cesta je izgubila na značaju.

## Ime
Na početku gradnje donesena je odluka da se cesta imenuje Via Ludovicea po Mariji Ludovici, trećoj supruzi austrijskog cara Franje II. Pošto je cesta dovršena pod francuskom upravom, dobila je ime po Marie-Louise, kćerci austrijskog cara Franje II. i kasnijom suprugom Napoleona.

## Povijest
Lujzijana je bila jedna od najvažnijih cesta u hrvatskoj povijesti. Bila je to najkraća cesta koja je spajala Rijeku i Karlovac kao i jedna od najznačajnijih cesta u Austro-Ugarskoj.
Filip Vukasović bio je odgovoran za projektiranje i izgradnju ceste. Trasiranje nove ceste od Rijeke do Karlovca počelo je u veljači 1803. godine u kanjonu Rječine prema Grobničkom polju. Građevinski radovi na izuzetno zahtjevnom terenu započeli su već sredinom ožujka iste godine. 
Lujzijana je tijekom godina građena u fazama: 1804. godine izgrađena je do Gornjeg Jelenja, 1805. do Zalesine, 1806. do Skrada, 1807. do Vrbovskog, 1808. do Severina na Kupi, a početkom 1809. godine do Male Jelse, oko četiri kilometra do Karlovca.
Na nekim dionicama cesta je bila građena u pola širine, a kasnije proširena kako bi se što prije otvorila za promet. Širina ceste u zavojima bila je 8,20 metara, a u oštrim zavojima do 14,40 metara. 

## Zanimljivosti
U usjeku pred Rijekom (Banska vrata) Vukasović je dao uklesati natpis per gli increduli (onima koji ne vjeruju), misleći pri tome na one koji nisu vjerovali da će uspjeti provesti cestu strmom stranom kanjona. Nakon Jelačićeve pobjede nad Mađarima 1848. godine preimenovano je u Banska vrata, a stari natpis zamijenjen je iduće godine natpisom posvećenim banu Jelačiću.

## Galerija
- miljokaz kod Nadvučnika
- miljokaz u obliku kamenog obeliska uz serpentinu na Cirkulu podno Kamenjaka
- izvor pitke vode uz Lujzijanu
- početak uspona Lujzijane (desno) uz rječinski kanjon
- prikaz odsječka Lujzijane na karti s kraja 19. stoljeća

## Poveznice
- Jozefina
- Karolina